# Vinzenz Ziswiler
Vinzenz Johannes Ziswiler, auch Vincent Ziswiler  (* 1. Februar 1935 in Luzern; † 5. Juli 2025) war ein Schweizer Zoologe und Hochschullehrer.

## Leben
1962 wurde Ziswiler mit der Dissertation Die Afterfeder der Vögel. Untersuchungen zur Morphogenese und Phylogenese des sogenannten Afterschaftes unter der Leitung von Hans Steiner zum Doktor der Philosophie an der Universität Zürich promoviert. Daneben arbeitete er unter Hans Burla (1920–2010) als Konservator im Zoologischen Museum der Universität Zürich. 1967 wurde Ziswiler Privatdozent, 1972 Ausserordentlicher Professor und 1981 Professor an der Universität Zürich. Im Jahr 2002 ging er als emeritierter Professor in den Ruhestand. Von 1984 bis 1987 war er Präsident der Forschungskommission der Universität Zürich. 1985 wurde er Nachfolger von Hans Burla als Direktor des Zoologischen Museums der Universität Zürich. Ziswilers zoologische Interessen sind vielfältig. Er beschäftigte sich mit ornithologischen Themen, darunter mit Prachtfinken und der funktionellen Morphologie des Verdauungstrakts von Singvögeln aber auch mit bedrohten und ausgestorbenen Tierarten. Weitere Forschungsgebiete waren die Evolution der Wirbeltiere, speziell der adaptiven Radiation im Ernährungs- und Verdauungsbereich, die Domestikation und die Wissenschaftsgeschichte. 1963 veröffentlichte Ziswiler gemeinsam mit dem Ornithologen und Tierzeichner Jörg Kühn (1940–1964) das Buch Der Wald und seine Tiere. 1965 veröffentlichte er im Springer Verlag das Buch Bedrohte und ausgerottete Tiere, das 1967 in einer englischen Übersetzung (Extinct and Vanishing Animals) erschien. 1966 übersetzte er den alarmierenden Report Avant que Nature meure (deutsch: Natur in Gefahr) von Jean Dorst ins Deutsche. 1996 schrieb er eine Abhandlung über den Dodo mit dem Titel Der Dodo: Fantasien und Fakten zu einem verschwundenen Vogel. 1965 und 1969 erstellte Ziswiler Synonymverzeichnisse der Trivialnamen in den kommentierten Faksimile-Neuausgaben von Conrad Gessners Werken Thierbuch und Vogelbuch.  Sein 1976 veröffentlichtes zweibändiges Lehrbuch Spezielle Zoologie. Wirbeltiere galt ein Jahrzehnt als eines der Standardwerke im deutschsprachigen Biologiestudium. 1982 schrieb er gemeinsam mit Jürgen Jacob das Kapitel über die Bürzeldrüse im sechsten Band des Sammelwerks Avian Biology von Donald S. Farner, James R. King und Kenneth C. Parkes. Im Jahr 2002 stellte er gemeinsam mit Urs Utiger, Notker Helfenberger, Beat Schätti, Catherine Schmidt und Markus Ruf die Nattern-Gattung Orthriophis auf, für vier Arten, die zuvor der Gattung Elaphe zugeordnet wurden.
Ziswiler hatte Forschungsaufenthalte an der Harvard University, im American Museum of Natural History in New York und im Nationaal Natuurhistorisch Museum in Leiden. Ferner unternahm er Forschungsreisen zum Kivusee, nach Neuguinea, nach Neukaledonien und zu den südwestpazifischen Inselgruppen.

## Schriften
- Der Wald und seine Tiere, 1963 (Illustrationen von Jörg Kühn)
- Bedrohte und ausgerottete Tiere – Eine Biologie des Aussterbens und des Überlebens, 1965 (englische Ausgabe: Extinct and Vanishing Animals, 1967, niederländische Ausgabe: Bedreigde wereld. Biologie van het voortbestaan en uitsterven van dieren., 1968, italienische Ausgabe: Animali estinti e in via di estinzione, 1971)
- (mit Heinrich Bregulla und Heinz-Rudolf Güttinger): Monographie der Gattung Erythrury Swainson, 1837 (Aves, Passeres, Estrildidae), 1972
- Monographie der Gattung Erythrury Swainson, 1837 (Aves, Passeres, Estrildidae)
- Wirbeltiere I: Anamnia, 1976
- Wirbeltiere II: Amniota, 1976
- (mit Otto Stemmler und Jürg Cambensy): Museum Stemmler, 1988
- Walter Buckl, Paul Geyer (Hrsg.): Das 19. Jahrhundert. Aufbruch in die Moderne. Verlag Friedrich Pustet, Regensburg 1996 mit Beiträgen von Roland Hagenbüchle, Wolfgang Frühwald, Alfred Schmidt, Heinz Otto Luthe, Vincent Ziswiler, Bernhard Schleißheimer, Theo Hirsbrunner, Peter Pütz, Franz Rindfleisch und Helmut Koopmann
- Der Dodo: Fantasien und Fakten zu einem verschwundenen Vogel, 1996